# امریخ بوگار
امریخ بوگار (مجاری: Bugár Imre؛ زادهٔ ۱۴ آوریل ۱۹۵۵) پرتاب‌گر دیسک مجارتبار اهل چکسلواکی بود.